# Цолода
Цолода (авар. Цӏолода) — село в Ахвахском районе Дагестана. Центр сельского поселения «Сельсовет „Цолодинский“».

## Географическое положение
Село расположено в 21 км к северо-востоку от районного центра — села Карата.

## История
В 1944 году, после депортации чеченцев из ЧИАССР и присоединения восточных земель бывшей республики к ДАССР, все жители села (180 хозяйств) были переселены в село Циябросо (Дарго) Веденского района. Но к началу 1945 г. 120 семей вернулось назад. В 1957 году, после восстановления ЧИАССР, оставшиеся в Дарго цолодинцы переселились в местность Герзель-Кутан Хасавюртовского района, где образовали новое село Цияб-Цолода.

## Население
| 1888 | 1895 | 1926 | 1939 | 1959 | 1970 | 1989  |
| ---- | ---- | ---- | ---- | ---- | ---- | ----- |
| 409  | ↗430 | ↗577 | ↗746 | ↘554 | ↗679 | ↗1508 |
| 2002 | 2010 | 2021 |      |      |      |       |
| ↘654 | ↘534 | ↗671 |      |      |      |       |